# Bitwa pod Pancorbo
Bitwa pod Pancorbo (lub Durango) – bitwa stoczona 31 października 1808 roku, która była jednym z pierwszych starć w czasie inwazji Hiszpanii przez Napoleona. Marszałek Lefebvre wykrwawił Armię Galicji generała-porucznika Joaquína Blake’a, lecz nie dał rady oskrzydlić jej i zniszczyć ku niezadowoleniu cesarza. Sytuacja strategiczna nie uległa zmianie na korzyść Armée d’Espagne.
Zgodnie z planem Napoleona Francuzi przygotowali drobiazgowy plan zniszczenia formacji Blake’a, by w ten sposób przełamać lewe skrzydło hiszpańskiego frontu rozciąganącego się od Kantabrii po Morze Śródziemne. Ze swojej strony Blake, nie mając kontaktu z hiszpańską Juntą Centralną, a tym samym żadnych wskazówek ani informacji o rozmieszczeniu i manewrach innych hiszpańskich wojsk, mógł jedynie stać w miejscu lub ostrożnie przesuwać się w kierunku Bilbao.

## Zestawienie sił
IV Korpus Lefebvre’a składał się z trzech dywizji piechoty i 36 dział. 1 Dywizję generała-majora Sébastianiego tworzyły 28. pułk piechoty (dalej pp) lekkiej, 75. pp liniowej (trzy bataliony), 32. pp i 2-batalionowy 58. pp liniowej. 2 Dywizja generała-majora Levala składała się z 2-batalionowych pułków 2. Nassau, 4. Baden i Gross-und-Erbprinz z Hesse-Darmstadt oraz batalionów heskiego i Paryskiej Gwardii Narodowej. Stojący na czele 3 Dywizji generał-major Villatte miał do dyspozycji 3-batalionowe – 27. pp lekkiej oraz 63., 94. i 95. pp liniowe.
Armia Galicji Blake’a, to również trzy dywizje piechoty + awangarda i rezerwa. 1 Dywizją (4 000 ludzi) dowodził generał Figueroa, 3 Dywizją (4 800) generał Riquelme, 4 Dywizją (3 500) Gen Carbajal. Awangarda generała Mendizabala liczyła 2 900 ludzi, a rezerwa generała Mahy’ego 3 800. Do akcji w czasie bitwy weszło tylko 6 dział Blake’a.

## Bitwa
31 października Lefebvre, lekceważąc wyraźne rozkazy Napoleona, rzucił – bez żadnego przygotowania – swój IV Korpus do ataku na zgrupowanie Blake’a pomiędzy Durango i Pancorbo. Blake, kompletnie zaskoczony pojawieniem się armii nieprzyjacielskiej, podjął jedyną sensowną decyzję szybkiego wycofania dział, a następnie wojska. Hiszpańska regularna piechota, walcząc bez wsparcia artylerii, została błyskawicznie pokonana, ale wycofała się w dobrym porządku, bez objawów paniki.

## Konsekwencje
Lefebvre stracił 300 ludzi, Blake 600. I chociaż Francuzi odnieśli taktyczne zwycięstwo, w sensie strategicznym była to w pewnym sensie porażka: Blake uniknął pułapki, jaką zastawiał nań Napoleon i wycofał się, by niedługo później dać ścigającym nauczkę pod Valmasedą i nie zostać pokonanym aż do 10 listopada. Z drugiej strony jednak Grande Armée napoleońska (zwana teraz Armée d’Espagne) znalazła wyrwę w hiszpańskim froncie i – w dniu 4 grudnia tegoż roku, po bitwie pod Somosierrą – wkroczyła do Madrytu.